# 蕎麦粒山 (静岡県)
蕎麦粒山（そばつぶやま）は、日本の中部地方南部中央に位置する、静岡県浜松市と川根本町の境界に所在する山。南アルプス深南部の山の一つである。標高1,627m。

## 登山
登山道は、川根本町からの南赤石幹線林道を登ると山犬段に駐車場があり、そこから登るルートがある。

## 周辺の山
- 黒法師岳
- 大札山
- 高塚山
- 大無間山